# Ommatidiotus karafutonis
Ommatidiotus karafutonis är en insektsart som beskrevs av Matsumura 1911. Ommatidiotus karafutonis ingår i släktet Ommatidiotus och familjen Caliscelidae. Inga underarter finns listade i Catalogue of Life.